# Fotři jsou lotři
Fotři jsou lotři (v originále Little Fockers) je americká filmová komedie z roku 2010 od režiséra Paula Weitze. Film měl v Americe premiéru 22. prosince 2010 a v Česku o den později.

## Obsazení
| Robert De Niro               | Jack Tiberius Byrnes                   |
| Ben Stiller                  | Gaylord Myron „Greg“ Jebal             |
| Owen Wilson                  | Kevin Rawley                           |
| Dustin Hoffman               | Bernard „Bernie“ Jebal                 |
| Barbra Streisand             | Rosalind „Roz“ Jebalová                |
| Blythe Danner                | Dina Byrnesová                         |
| Teri Polo                    | Pamela Martha „Pam“ Byrnesová Jebalová |
| Jessica Alba                 | Andi Garcia                            |
| Laura Dern                   | Prudence                               |
| Colin Baiocchi               | Henry Jebal                            |
| Daisy Tahan                  | Samantha Jebalová                      |
| Kevin Hart                   | zdravotní bratr Louis                  |
| Harvey Keitel                | Randy Weir                             |
| Thomas McCarthy              | Dr. Robert „Bob“ Banks                 |
| Olga Fonda                   | Světlana                               |
| John DiMaggio a Jordan Peele | zdravotníci                            |
| Deepak Chopra                | on sám                                 |
| Nick Kroll                   | mladý doktor                           |
| Sergio Calderón              | Gustavo                                |